# سان پدرو د مریدا
سان پدرو د مریدا (به اسپانیایی: San Pedro de Mérida) یک شهرستان در اسپانیا است که در استان باداخس واقع شده‌است.